# КНДР на летних Олимпийских играх 2012
Корейская Народно-Демократическая Республика на летних Олимпийских играх 2012 года в Лондоне представлена 51 спортсменом в 10 видах спорта (из них 18 футболисток в женском футбольном турнире). Уже после пятого дня Олимпиады представители КНДР завоевали 4 золота, повторив свой лучший результат за всю историю выступлений на Играх, показанный в 1992 году в Барселоне. Сразу 3 золота корейцы выиграли в тяжёлой атлетике, тогда как за всё время участия в Олимпиадах до Лондона на счету спортсменов КНДР было всего 1 золото в этом виде спорта. Также корейцы выиграли своё второе в истории золото в дзюдо.

## Награды
| Медаль | Спортсмен    | Вид спорта       | Дисциплина        | Дата            |
| ------ | ------------ | ---------------- | ----------------- | --------------- |
| Золото | Ан Гым Э     | Дзюдо            | Женщины, до 52 кг | 29 июля 2012    |
| Золото | Ом Юн Чхоль  | Тяжёлая атлетика | Мужчины, до 56 кг | 29 июля 2012    |
| Золото | Ким Ын Гук   | Тяжёлая атлетика | Мужчины, до 62 кг | 30 июля 2012    |
| Золото | Лим Джон Сим | Тяжёлая атлетика | Женщины, до 69 кг | 1 августа 2012  |
| Бронза | Лян Чхун Хва | Тяжёлая атлетика | Женщины, до 48 кг | 28 июля 2012    |
| Бронза | Ян Гён Иль   | Вольная борьба   | Мужчины, до 55 кг | 10 августа 2012 |

## Результаты соревнований

### Бокс
Мужчины
| Соревнование  | Спортсмены               | 1-й раунд            | 2-й раунд            | Четвертьфинал        | Полуфинал            | Финал              |
| Соревнование  | Спортсмены               | Соперник Результат   | Соперник Результат   | Соперник Результат   | Соперник Результат   | Соперник Результат |
| ------------- | ------------------------ | -------------------- | -------------------- | -------------------- | -------------------- | ------------------ |
| до 52 кг      |                          |                      |                      |                      |                      |                    |
| Пак Чон Чхоль | Жулиан Нету (BRA) П 8-12 | Завершил выступление | Завершил выступление | Завершил выступление | Завершил выступление |                    |

Женщины
| Соревнование | Спортсменка                  | Первый раунд          | Четвертьфинал         | Полуфинал             | Финал              |
| Соревнование | Спортсменка                  | Соперник Результат    | Соперник Результат    | Соперник Результат    | Соперник Результат |
| ------------ | ---------------------------- | --------------------- | --------------------- | --------------------- | ------------------ |
| до 51 кг     |                              |                       |                       |                       |                    |
| Ким Хе Сон   | Елена Савельева (RUS) П 9-12 | Завершила выступление | Завершила выступление | Завершила выступление |                    |

### Борьба
Спортсменов — 5
Вольная борьба
Женщины
| Категория | Спортсмен   | 1/16 финала        | 1/8 финала                       | Четвертьфинал         | Полуфинал             | Финал                 | Утешительный раунд    | Бой за 3-е место      | Место |
| Категория | Спортсмен   | Соперник Результат | Соперник Результат               | Соперник Результат    | Соперник Результат    | Соперник Результат    | Соперник Результат    | Соперник Результат    | Место |
| --------- | ----------- | ------------------ | -------------------------------- | --------------------- | --------------------- | --------------------- | --------------------- | --------------------- | ----- |
| до 55 кг  | Хан Гымъок  | не участвовала     | Рентерия Кастильо (COL) П 1-3 PP | Завершила выступление | Завершила выступление | Завершила выступление | Завершила выступление | Завершила выступление | 10    |
| до 63 кг  | Чхве Ун Гён | не участвовала     | Цзин (CHN) П 1-3 PP              | Завершила выступление | Завершила выступление | Завершила выступление | Михалик (POL) П 3-0   | Завершила выступление | 12    |

Мужчины
| Категория | Спортсмен  | 1/16 финала        | 1/8 финала              | Четвертьфинал               | Полуфинал            | Финал                | Утешительный раунд   | Бой за 3-е место      | Место |
| Категория | Спортсмен  | Соперник Результат | Соперник Результат      | Соперник Результат          | Соперник Результат   | Соперник Результат   | Соперник Результат   | Соперник Результат    | Место |
| --------- | ---------- | ------------------ | ----------------------- | --------------------------- | -------------------- | -------------------- | -------------------- | --------------------- | ----- |
| до 55 кг  | Ян Гён Иль | не участвовал      | Мансуров (UZB) В 3-1 PP | Отарсултанов (RUS) П 1-3 PP | Завершил выступление | Завершил выступление | Шилимела (NAM) В 3-1 | Ниязбеков (KAZ) В 3-1 | 3     |
| до 60 кг  | Ли Чон Мён | не участвовал      | Тараш (AUS) В 3-0       | Мадани (EGY) В 3-1          | Кудухов (RUS) П 0-3  | Завершил выступление | не участвовал        | Дутт (IND) П 1-3      | 5     |

Греко-римская борьба
| Категория | Спортсмен    | Квалификация       | 1/8 финала         | Четвертьфинал        | Полуфинал            | Финал                | Утешительный раунд   | Бой за 3-е место     | Место |
| Категория | Спортсмен    | Соперник Результат | Соперник Результат | Соперник Результат   | Соперник Результат   | Соперник Результат   | Соперник Результат   | Соперник Результат   | Место |
| --------- | ------------ | ------------------ | ------------------ | -------------------- | -------------------- | -------------------- | -------------------- | -------------------- | ----- |
| до 55 кг  | Юн Вон Чхоль | не участвовал      | Чхве (KOR) П 0:3   | Завершил выступление | Завершил выступление | Завершил выступление | Завершил выступление | Завершил выступление |       |

### Дзюдо
Спортсменов — 2
Женщины
| Категория | Спортсмен | Турни! 1/32 финала | 1/16 финала                 | 1/8 финала                           | Четвертьфинал                         | Полуфинал                            | Финал                                      | Место |
| Категория | Спортсмен | Турни! 1/32 финала | Соперник Результат          | Соперник Результат                   | Соперник Результат                    | Соперник Результат                   | Соперник Результат                         | Место |
| --------- | --------- | ------------------ | --------------------------- | ------------------------------------ | ------------------------------------- | ------------------------------------ | ------------------------------------------ | ----- |
| до 52 кг  | Ан Гым Э  | За 1-е место       | Софи Кокс(GBR) Поб. 001—000 | Мисато Накамура(JPN) Поб. 0102 — 002 | Присцилла Ньето(FRA) Поб. 0102 — 0013 | Розальба Форчинити(ITA) Поб. 101—000 | Янет Бермой Акоста(CUB) Поб. 001(GS) — 000 | 1     |

### Настольный теннис
Спортсменов — 2
Соревнования по настольному теннису проходили по системе плей-офф. Каждый матч продолжался до тех пор, пока один из теннисистов не выигрывал 4 партии. Сильнейшие 16 спортсменов начинали соревнования с третьего раунда, следующие 16 по рейтингу стартовали со второго раунда.
Мужчины
| Соревнование     | Спортсмены       | Квалификация                 | Первый раунд              | Второй раунд            | Третий раунд              | 1/8 финала                  | Четвертьфинал        | Полуфинал            | Финал                | Место |
| Соревнование     | Спортсмены       | Соперник Результат           | Соперник Результат        | Соперник Результат      | Соперник Результат        | Соперник Результат          | Соперник Результат   | Соперник Результат   | Соперник Результат   | Место |
| ---------------- | ---------------- | ---------------------------- | ------------------------- | ----------------------- | ------------------------- | --------------------------- | -------------------- | -------------------- | -------------------- | ----- |
| Одиночный разряд | Ким Хёк Бон (32) | Не участвовал                | Не участвовал             | С. Гош (IND) (57) В 4:1 | Чу Се Хёк (KOR) (6) В 4:2 | Цзян Тяньи (HKG) (11) П 3:4 | Завершил выступление | Завершил выступление | Завершил выступление | 9     |
| Одиночный разряд | Ким Сон Нам (54) | Тимоти Ванг (USA) (66) В 4:0 | Линь Цзю (DOM) (43) П 3:4 | Завершил выступление    | Завершил выступление      | Завершил выступление        | Завершил выступление | Завершил выступление | Завершил выступление | 49    |

### Стрельба
Женщины
| Соревнование                       | Спортсмены | Квалификация | Квалификация | Финал                 | Финал                 | Всего     | Всего |
| Соревнование                       | Спортсмены | Результат    | Место        | Результат             | Место                 | Результат | Место |
| ---------------------------------- | ---------- | ------------ | ------------ | --------------------- | --------------------- | --------- | ----- |
| пневматический пистолет, 10 метров | Чо Ён Сук  | 384          | 10           | завершила выступление | завершила выступление | 384       | 10    |
| пистолет, 25 метров                | Чо Ён Сук  | 58350        | 7 Q          | 199,3                 | 7                     | 782,3     | 7     |

### Стрельба из лука
Спортсменов — 1
Женщины
| Соревнование              | Спортсмены  | Квалификация | Квалификация | 1/32 финала                   | 1/16 финала        | 1/8 финала         | Четвертьфинал      | Полуфинал          | Финал              |
| Соревнование              | Спортсмены  | Результат    | Место        | Соперник Результат            | Соперник Результат | Соперник Результат | Соперник Результат | Соперник Результат | Соперник Результат |
| ------------------------- | ----------- | ------------ | ------------ | ----------------------------- | ------------------ | ------------------ | ------------------ | ------------------ | ------------------ |
| Индивидуальное первенство | Квон Ынсиль | 638          | 41           | Наталья Валеева(ITA) Пор. 3-7 | выбыла из турнира  | выбыла из турнира  | выбыла из турнира  | выбыла из турнира  | выбыла из турнира  |

### Тяжёлая атлетика
Спортсменов — 8
Мужчины
| Категория | Спортсмен     | Вес   | Рывок | Рывок | Рывок | Толчок | Толчок | Толчок | Всего  | Место |
| Категория | Спортсмен     | Вес   | 1     | 2     | 3     | 1      | 2      | 3      | Всего  | Место |
| --------- | ------------- | ----- | ----- | ----- | ----- | ------ | ------ | ------ | ------ | ----- |
| до 56 кг  | Ом Юн Чхоль   | 55.76 | 120   | 125   | 125   | 160    | 165    | 168 OR | 293    | 1     |
| до 56 кг  | Син Чхоль Бом | 55.72 | 110   | 110   | 113   | 145    | 160    | 160    | 258    | 10    |
| до 62 кг  | Ким Ын Гук    | 61.77 | 145   | 150   | 153   | 170    | 174    | 174    | 327 WR | 1     |
| до 69 кг  | Ким Гым Сок   | 68.61 | 140   | 140   | 145   | 175    | 181    | 181    | 315    | 11    |
| до 69 кг  | Ким Мён Хёк   | 68.78 | 140   | 145   | 145   | 177    | 184    | 187    | 329    | 4     |

Женщины
| Категория | Спортсмен    | Вес   | Рывок | Рывок | Рывок | Толчок | Толчок | Толчок | Всего | Место |
| Категория | Спортсмен    | Вес   | 1     | 2     | 3     | 1      | 2      | 3      | Всего | Место |
| --------- | ------------ | ----- | ----- | ----- | ----- | ------ | ------ | ------ | ----- | ----- |
| до 48 кг  | Лян Чхун Хва | 47.52 | 80    | 83    | 84    | 108    | 109    | 112    | 192   | 3     |
| до 58 кг  | Чон Чхун Ми  | 57.63 | 101   | 103   | 103   | 130    | 134    | 134    | 231   | 6     |
| до 69 кг  | Лим Джон Сим | 68.22 | 111   | 115   | 117   | 142    | 146    | 146    | 261   | 1     |

### Футбол
Спортсменов — 18

#### Женщины
Состав команды
Результаты
Группа G
|   | Команда  | И | В | Н | П | ГЗ | ГП | +/- | Очки |
| - | -------- | - | - | - | - | -- | -- | --- | ---- |
| 1 | США      | 3 | 3 | 0 | 0 | 8  | 2  | +6  | 9    |
| 2 | Франция  | 3 | 2 | 0 | 1 | 8  | 4  | +4  | 6    |
| 3 | КНДР     | 3 | 1 | 0 | 2 | 2  | 6  | -4  | 3    |
| 4 | Колумбия | 3 | 0 | 0 | 3 | 0  | 6  | -6  | 0    |

| 25 июля 2012 19:45 UTC+1 | \| Колумбия \| 0:2 (0:1) Отчёт \| КНДР \| \| \| Голы \| Ким Сон Хви 39′, 86′ \| | Стадион: Хэмпден Парк, Глазго Зрителей: 20 150 Судья: Кэрол Энн Шенар |
| Колумбия                 | 0:2 (0:1) Отчёт                                                                 | КНДР                                                                  |
|                          | Голы                                                                            | Ким Сон Хви 39′, 86′                                                  |

| 28 июля 2012 19:45 UTC+1                                 | \| Франция \| 5:0 (1:0) Отчёт \| КНДР \| \| Жорж 45′ · Томис 70′ · Дели 71′ · Ренар 81′ · Катала 87′ \| Голы \| \| | Стадион: Хэмпден Парк, Глазго Зрителей: 11 743 Судья: Тереза Негель |
| Франция                                                  | 5:0 (1:0) Отчёт | КНДР                                                                |
| Жорж 45′ · Томис 70′ · Дели 71′ · Ренар 81′ · Катала 87′ | Голы |                                                                     |

| 31 июля 2012 17:15 UTC+1 | \| США \| 1:0 (1:0) Отчёт \| КНДР \| \| Вамбах 25′ \| Голы \| \| | Стадион: Олд Траффорд, Манчестер Зрителей: 29 522 Судья: Дженни Пальмквист |
| США                      | 1:0 (1:0) Отчёт                                                  | КНДР                                                                       |
| Вамбах 25′               | Голы                                                             |                                                                            |